# Diglycolsäure
Diglycolsäure ist eine aliphatische Dicarbonsäure bzw. die einfachste Oxadisäure, deren Acidität zwischen der von Essigsäure und Oxalsäure liegt. Sie entsteht bei der Oxidation von Diethylenglycol DEG im Organismus und kann zu schweren Komplikationen mit tödlichem Ausgang führen.

## Herstellung
Bereits in den 1860er Jahren wurde von A. Wurtz die Herstellung von Diglycolsäure durch Oxidation von Diethylenglycol mit konzentrierter Salpetersäure beschrieben.
Parallel dazu wurde von W. Heintz die Synthese aus Monochloressigsäure durch Erhitzen mit Natronlauge berichtet.
In einer Variante mit Bariumhydroxid-Lösung als alkalisches Medium wird nach dem Ansäuern Diglycolsäure in 68%iger Ausbeute erhalten.
Die Ausbeuten der beschriebenen Reaktionen sind für eine Nutzung im technischen Maßstab unbefriedigend. So liefert der einstufige Salpetersäureprozess auch in Gegenwart eines Oxidationskatalysators (Vanadium(V)-oxid) nur Ausbeuten an Diglycolsäure von 58–60 %.
In einem mehrstufigen Prozess der Salpetersäureoxidation bei 70 °C und mehrfachem Auskristallisieren, Eindampfen der Überstände und Rückführung der DEG-haltigen Mutterlauge können Produktausbeuten von bis zu 99 % (bezogen auf DEG) erzielt werden.
Die Oxidation von DEG mit Luft, Sauerstoff oder Ozon vermeidet die Verwendung der teuren Salpetersäure und das unvermeidliche Entstehen nitroser Gase. In Gegenwart eines Platin-Katalysators können bei der Luftoxidation von DEG Ausbeuten von 90 % erhalten werden.
An einem Bismut-Platin-Kontakt sollen unter optimierten Reaktionsbedingungen Ausbeuten von 95 % erzielt werden.
Auch die Oxidation von 1,4-Dioxan-2-on (p-Dioxanon), einem als Comonomer in bioabbaubaren Polyestern eingesetzten Lacton mit Salpetersäure oder Distickstofftetroxid mit Ausbeuten bis 75 % ist in einer Patentschrift beschrieben.

## Eigenschaften
Diglycolsäure ist sehr gut wasserlöslich und kristallisiert aus Wasser in monoklinen Prismen als weißer, geruchsloser Feststoff. Bei einer Luftfeuchtigkeit über 72 % und 25 °C entsteht das Monohydrat. Das kommerzielle Produkt ist die wasserfreie Form als freifließende Schuppen.

## Anwendungen
Diester der Diglycolsäure mit (verzweigten) höheren Alkoholen können als Weichmacher für Polyvinylchlorid (PVC) mit vergleichbaren Eigenschaften wie Di-n-octylphthalat (DOP) Verwendung finden.
Basische Lösungen von Diglycolsäure werden zur Entfernung von Kalkablagerungen bei Gas- und Ölbohrungen sowie in Anlageteilen wie Wärmetauschern oder Dampfkesseln beschrieben.
Diglycolsäure kann als Diesterkomponente in homo- und copolymeren Polyestern, sog. Polyalkylendiglycolaten fungieren.
die bioverträglich und bioabbaubare sind und allein oder in Blends mit aliphatischen Polyestern als Gewebekleber, Knorpelersatz oder als Implantatmaterial eingesetzt werden können.